# Provocateur Records
Provocateur Records is een onafhankelijk Brits platenlabel, waarop hedendaagse geïmproviseerde muziek uitkomt. Het label werd in 1996 opgericht en is gevestigd in Fordwich.
Musici die op het label platen hebben uitgebracht zijn onder andere Julian Arguelles, Guy Barker, Marcio Doctor, Mike Gibbs, John Parricelli, Andy Sheppard, Alan Skidmore, Colin Towns en Annie Whitehead.